# Милица Костић (фудбалерка)
Милица Костић (21. децембар 1997) је српска фудбалерка и чланица женске омладинске репрезентације Србије. Први је голман женског фудбалског клуба Спартак Суботица са којим се такмичи у Супер лиги Србије за жене.

## Каријера
До сада је укупно 14 пута наступала у дресу репрезентације Србије од чега је 5 утакмица играла у кадетској (У-17), а 9 у омладинској репрезентацији (У-19). Дебитантски наступ је имала 2012. године за национални кадетски тим против вршњакиња из Шкотске.

## Награде и признања
Освојила је једну титулу државног првака и једну титулу победника Купа.